# Kenneth Keating
Kenneth Barnard Keating (ur. 18 maja 1900 w Limie w Nowym Jorku, zm. 5 maja 1975 w Nowym Jorku) – amerykański polityk, członek Partii Republikańskiej.

## Działalność polityczna
W okresie od 3 stycznia 1947 do 3 stycznia 1953 przez trzy kadencje był przedstawicielem 40. okręgu, a od 3 stycznia 1953 do 3 stycznia 1959 przez trzy kadencje przedstawicielem 38. okręgu wyborczego w stanie Nowy Jork w Izbie Reprezentantów Stanów Zjednoczonych. Od 3 stycznia 1959 do 3 stycznia 1965 przez jedną kadencję był senatorem Stanów Zjednoczonych z Nowego Jorku (1. klasa). Od 1969 do 1972 był ambasadorem w Indiach, a od sierpnia 1973 do śmierci 5 maja 1975 w Izraelu.